# Saint-Pierre-de-Juillers
Saint-Pierre-de-Juillers és un municipi francès situat al departament del Charente Marítim i a la regió de la Nova Aquitània. L'any 2007 tenia 375 habitants.

## Demografia

### Població
El 2007 la població de fet de Saint-Pierre-de-Juillers era de 375 persones. Hi havia 172 famílies de les quals 46 eren unipersonals (38 homes vivint sols i 8 dones vivint soles), 76 parelles sense fills, 42 parelles amb fills i 8 famílies monoparentals amb fills.
La població ha evolucionat segons el següent gràfic:
Habitants censats

### Habitatges
El 2007 hi havia 225 habitatges, 170 eren l'habitatge principal de la família, 35 eren segones residències i 19 estaven desocupats. Tots els 216 habitatges eren cases. Dels 170 habitatges principals, 140 estaven ocupats pels seus propietaris, 27 estaven llogats i ocupats pels llogaters i 3 estaven cedits a títol gratuït; 4 tenien dues cambres, 21 en tenien tres, 38 en tenien quatre i 107 en tenien cinc o més. 142 habitatges disposaven pel capbaix d'una plaça de pàrquing. A 73 habitatges hi havia un automòbil i a 81 n'hi havia dos o més.

### Piràmide de població
La piràmide de població per edats i sexe el 2009 era:
| Homes | Edats   | Dones |
| ----- | ------- | ----- |
| 0     | 95 o +  | 0     |
| 0     | 90 a 94 | 0     |
| 8     | 85 a 89 | 8     |
| 0     | 80 a 84 | 4     |
| 12    | 75 a 79 | 12    |
| 16    | 70 a 74 | 20    |
| 0     | 65 a 69 | 12    |
| 24    | 60 a 64 | 8     |
| 4     | 55 a 59 | 12    |
| 12    | 50 a 54 | 16    |
| 16    | 45 a 49 | 8     |
| 12    | 40 a 44 | 16    |
| 12    | 35 a 39 | 20    |
| 8     | 30 a 34 | 20    |
| 4     | 25 a 29 | 0     |
| 4     | 20 a 24 | 0     |
| 16    | 15 a 19 | 24    |
| 8     | 10 a 14 | 12    |
| 16    | 5 a 9   | 12    |
| 4     | 0 a 4   | 12    |

## Economia
El 2007 la població en edat de treballar era de 225 persones, 167 eren actives i 58 eren inactives. De les 167 persones actives 148 estaven ocupades (79 homes i 69 dones) i 18 estaven aturades (9 homes i 9 dones). De les 58 persones inactives 34 estaven jubilades, 12 estaven estudiant i 12 estaven classificades com a «altres inactius».

### Ingressos
El 2009 a Saint-Pierre-de-Juillers hi havia 156 unitats fiscals que integraven 366,5 persones, la mediana anual d'ingressos fiscals per persona era de 16.151 €.

### Activitats econòmiques
Dels 14 establiments que hi havia el 2007, 1 era d'una empresa extractiva, 6 d'empreses de construcció, 2 d'empreses de comerç i reparació d'automòbils, 1 d'una empresa immobiliària, 2 d'empreses de serveis, 1 d'una entitat de l'administració pública i 1 d'una empresa classificada com a «altres activitats de serveis».
Dels 4 establiments de servei als particulars que hi havia el 2009, 3 eren guixaires pintors i 1 lampisteria.
L'any 2000 a Saint-Pierre-de-Juillers hi havia 35 explotacions agrícoles que ocupaven un total de 2.028 hectàrees.

## Equipaments sanitaris i escolars
El 2009 hi havia una escola elemental integrada dins d'un grup escolar amb les comunes properes formant una escola dispersa.

## Poblacions més properes
El següent diagrama mostra les poblacions més properes.